# Zagrebačka uspinjača

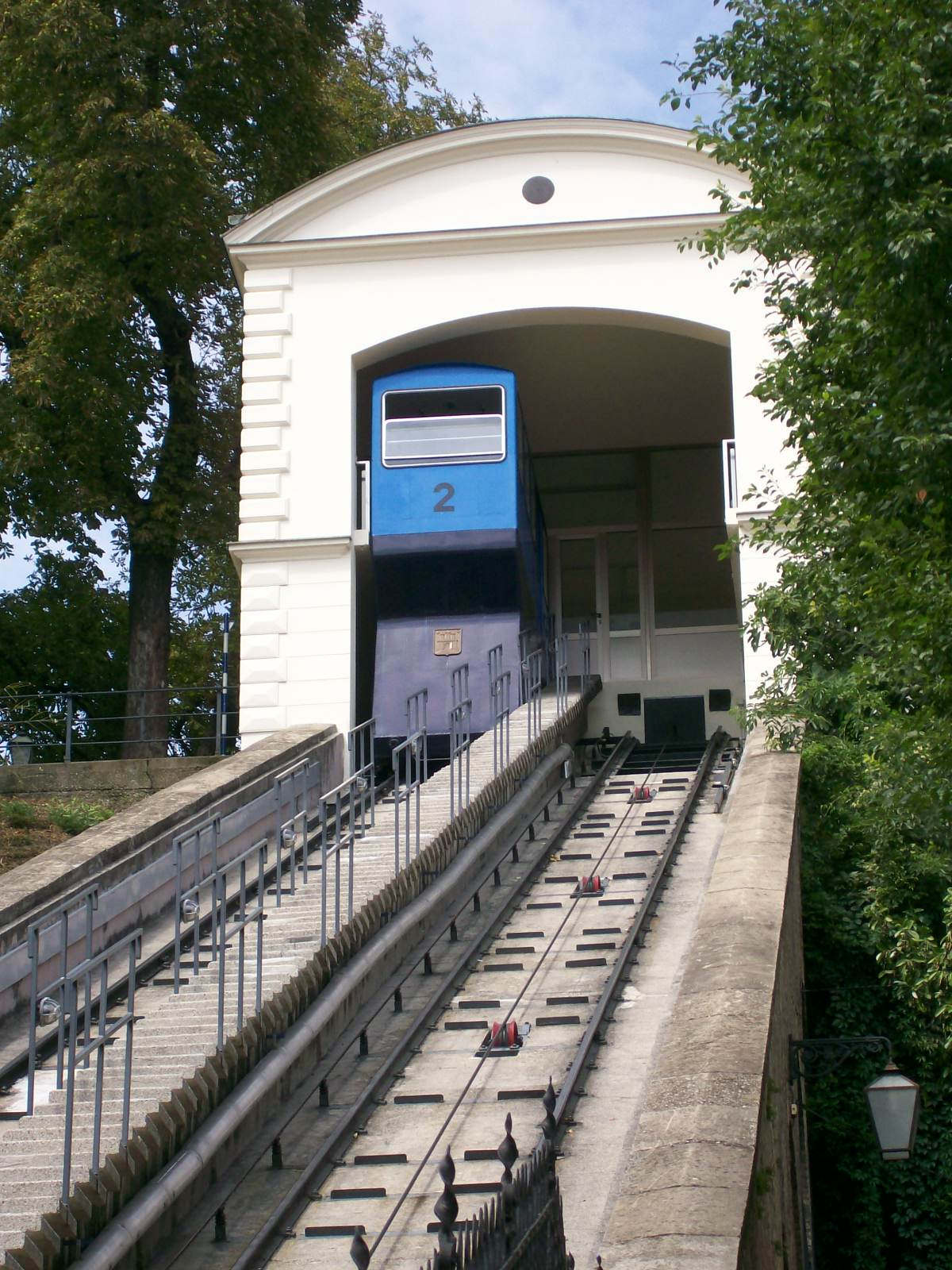
Zagrebačka uspinjača

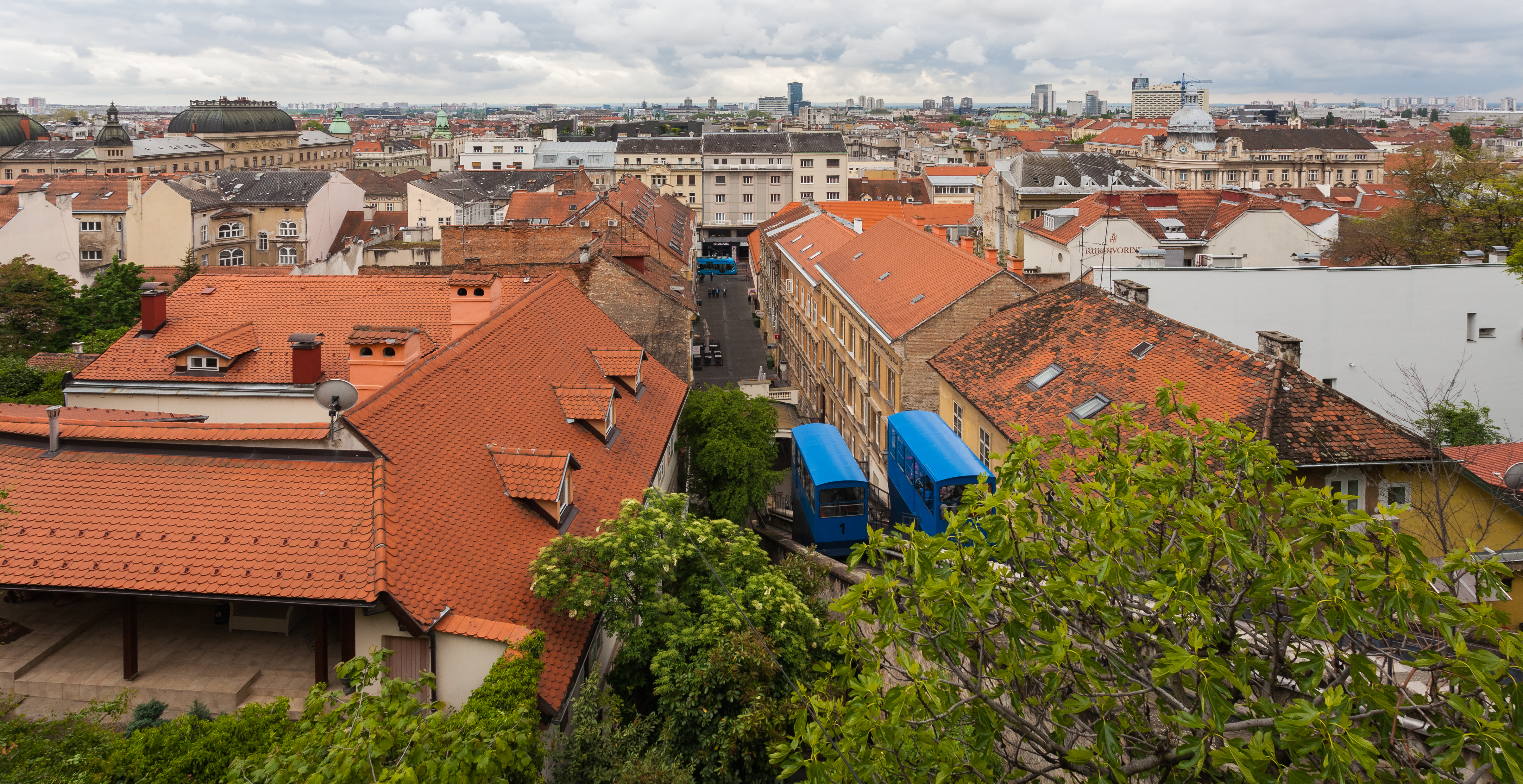

Zagrebačka uspinjača – jedna z najkrótszych w Europie kolei linowo-terenowych, znajdująca się przy ul. Tomićevej (bocznej od Ilicy) w Zagrzebiu (stolicy Chorwacji).
Nazwa uspinjača oznacza w języku chorwackim każdą kolej linowo-terenową – pełna nazwa dla tej w Zagrzebiu to Zagrebačka uspinjača. Trasę długości 66 metrów wagon pokonuje w zaledwie 64 sekundy.
Kolej została wybudowana w 1890, przez co jest najstarszym publicznym środkiem komunikacji w Zagrzebiu, jako że powstała na rok przed uruchomieniem tramwaju konnego. W 1934 trakcję parową zastąpiła elektryczna. Zniszczona podczas II wojny światowej długo stała nieodbudowana. Ponownie została otwarta w 1974.
Łączy centralną, handlową ulicę miasta Ilicę z położonym nieco wyżej Górnym Miastem (Gradec) – dzielnicą zabytków i kultury, a także siedzibą władz państwowych. Dolna stacja jest nieco cofnięta od głównego ciągu handlowego – znajduje się w końcu ulicy Tomićevej.
Wzdłuż linii poprowadzone są drewniane schody, stanowiące alternatywny sposób dotarcia na Gornji Grad. Jeden wagon mieści 28 osób (16 siedzących i 12 stojących). Dwa wagoniki kursują naprzemiennie co 10 minut, codziennie od 6.30 do 22.00. Gestorem jest Zagrebački električni tramvaj, czyli miejskie przedsiębiorstwo komunikacyjne w Zagrzebiu.
Obecnie Uspinjača jest prawnie chronionym zabytkiem, ze względu na oryginalną, w większości, konstrukcję.